# Hugo XIII. von Lusignan
Hugo XIII. von Lusignan, genannt der Braune (Le Brun), (* 25. Juni 1259; † 1. November 1303 in Angoulême) war Herr von Lusignan, Graf von La Marche und Angoulême.
Er war der Sohn von Hugo XII. von Lusignan und Johanna von Fougères. Nach dem Tod seines Vaters 1270 wurde er dessen Nachfolger als Herr von Lusignan, Graf von La Marche und Graf von Angoulême. Die väterlichen Herrschaften Couhé und Peyrat erbte sein jüngerer Bruder Guido.
Am 1. Juli 1276 heiratete er in Pau Beatrix von Burgund (* um 1260; † 1328/29), Tochter des Herzogs Hugo IV. von Burgund und dessen zweiter Frau Beatrix von Champagne.
Hugo starb kinderlos am 1. November 1303. Sein Bruder Guido wurde sein Nachfolger.